# 1851 en Grèce
Chronologie de la Grèce
- 1847
- 1848
- 1849
- 1850
- 1851
- 1852
- 1853
- 1854
- 1855

Cette page concerne les évènements survenus en 1851 en Grèce :

## Événement
- 1er mai-15 octobre :  Participation de la Grèce à la première Exposition universelle de Londres[1].

## Naissance
- Yannoulis Halepas, sculpteur.
- Nikólaos Kalogerópoulos, personnalité politique.
- Ioánnis Kalostýpis (el), journaliste.
- Spyrídon Lámpros, chercheur, enseignant et premier-ministre.
- Alexandros Pallis, écrivain.
- Alexandre Papadiamándis, écrivain.

## Décès
- Panagiótis Giatrákos (el), militaire.
- Veniamín Karípoglou (el), évêque.
- Konstándios Korállis (el), religieux et pionnier de la guerre d'indépendance.
- Alerino Palma (it), magistrat et écrivain italien.
- Argýrios Paparízos (bg), érudit et enseignant.
- Dimítrios Perroúkas, combattant de la guerre d'indépendance et personnalité politique.
- Panagiótis Ródios, militaire et personnalité politique.